# 野島斷層
34°32′58″N 134°56′15″E / 34.54944°N 134.93750°E

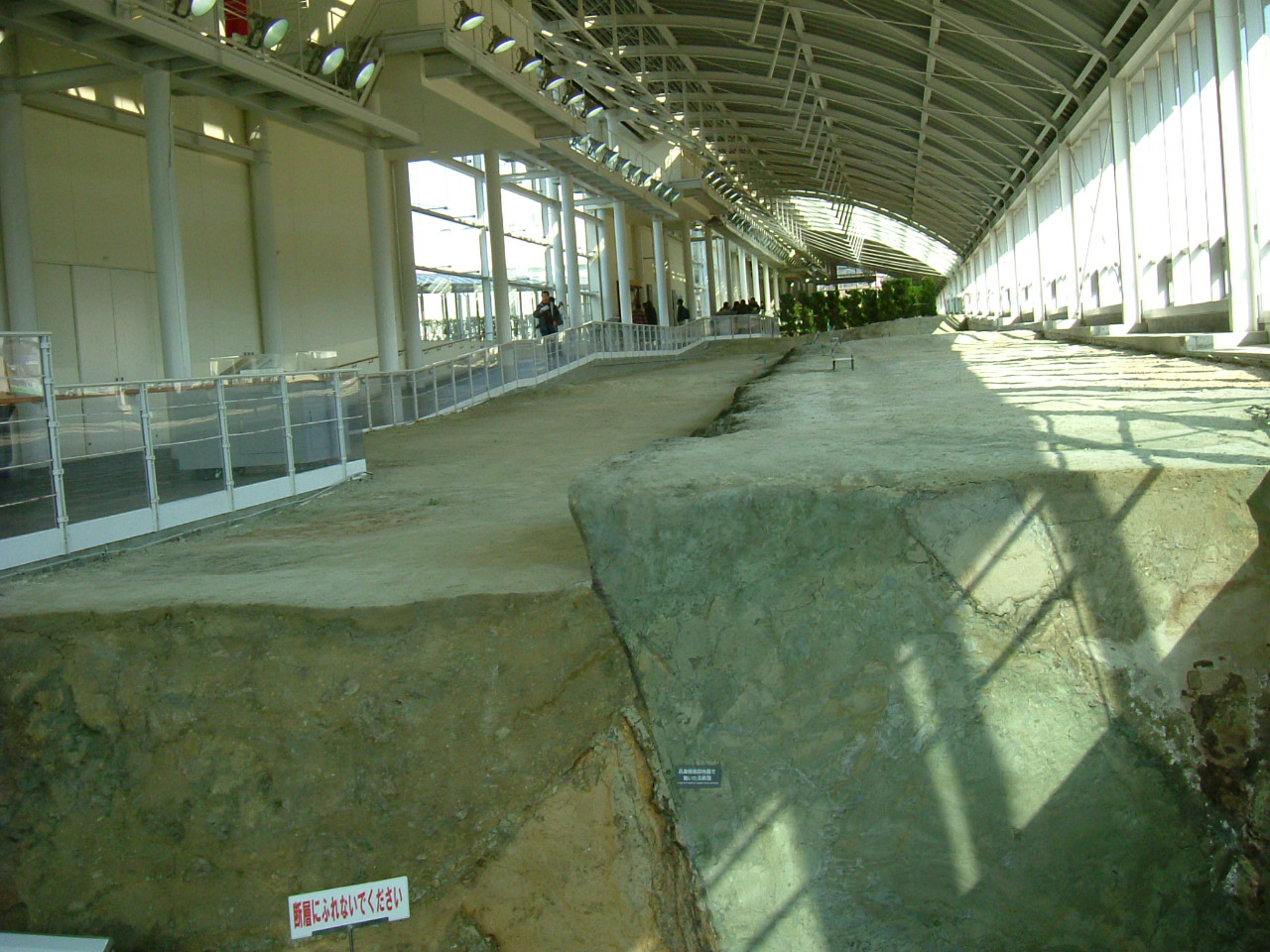
野島斷層

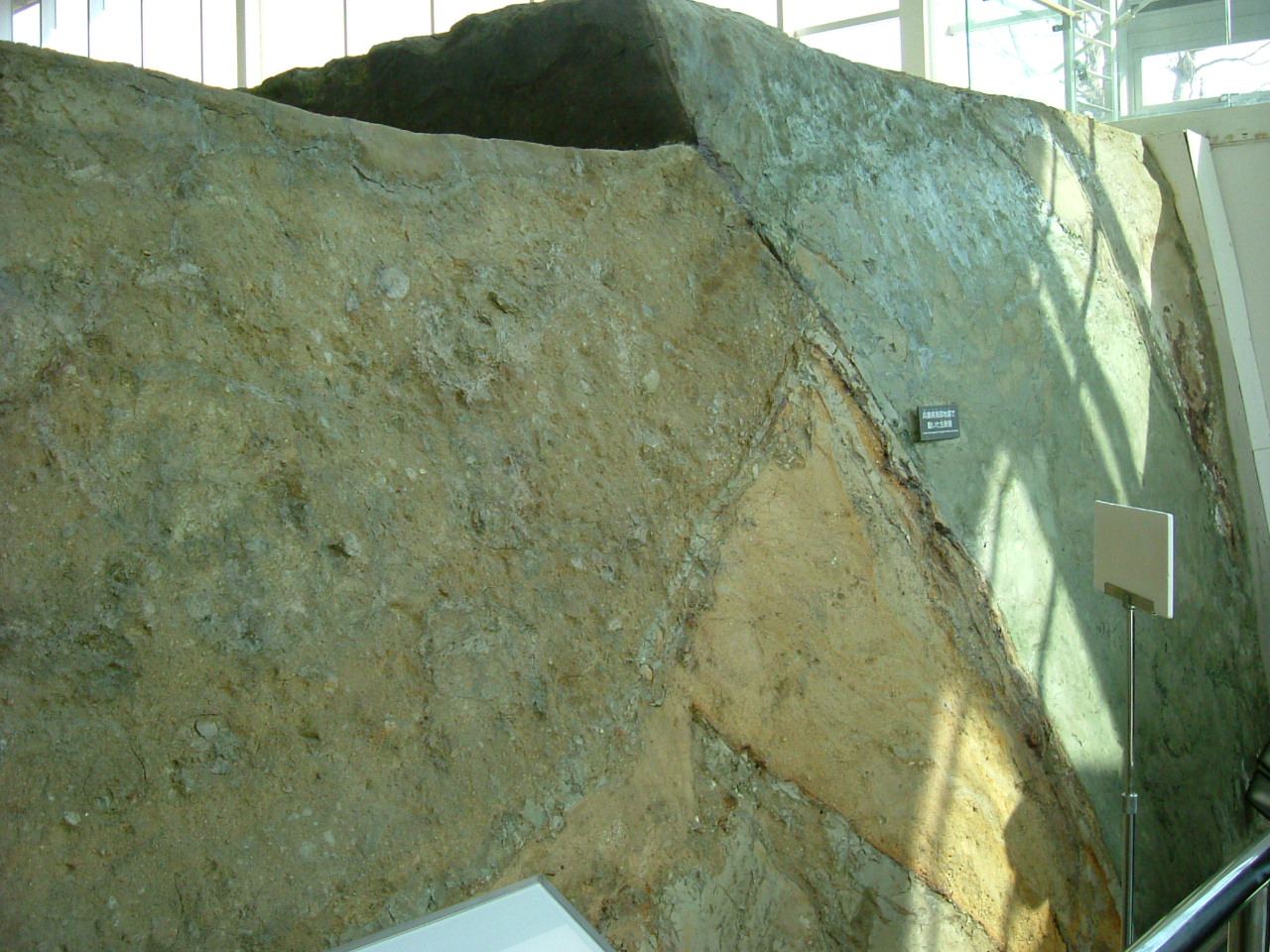
野島斷層

野島斷層的位置

野島斷層（日语：／）是位于日本的兵库县淡路市的活斷層。斷層出现在1995年的阪神大地震 (M7.3) 中。全长约10公里。